# Elecciones generales de Venezuela de 1973
Las elecciones generales de Venezuela de 1973 se celebraron el domingo 9 de diciembre de 1973, con el fin de elegir al presidente de la república, la elección de los miembros del Congreso de la República, de las Asambleas Legislativas y de los Concejos municipales. En la elección presidencial obtuvo la victoria el candidato Carlos Andrés Pérez, de Acción Democrática, quien tomó posesión del cargo el 12 de marzo de 1974, relevando a Rafael Caldera, del partido socialcristiano COPEI. 
Por segunda ocasión desde el restablecimiento de la democracia en 1958, un presidente en ejercicio entrega el mando al candidato de otro partido político, consolidando de esta manera el sistema político democrático en Venezuela. Cabe recalcar que fueron las últimas elecciones celebradas para elegir conjuntamente a los concejales, ya que más adelante el congreso aprobaría su separación de las generales, se celebrarían las primeras elecciones municipales en 1979.

## Candidatos
Los principales candidatos para esta elección fueron:
- Carlos Andrés Pérez, postulado por Acción Democrática. Su extraordinario carisma y una agresiva campaña publicitaria lo catapultaron a la presidencia de la República con un mayoritario apoyo popular, no obstante de su gestión como ministro del Interior durante el periodo de Rómulo Betancourt, donde ejecutó medidas fuertemente represivas contra opositores de izquierda.
- Lorenzo Fernández, ministro de Relaciones Interiores del presidente Caldera, apoyado por su partido COPEI. A pesar del respaldo fiel de su militancia, su campaña no fue suficiente para convencer a los independientes.
- Jesús Paz Galarraga, cofundador de AD, se separó de ese partido para formar junto a Luis Beltrán Prieto Figueroa el MEP. Postulado por dicho partido, no logró capitalizar el apoyo obtenido en los comicios anteriores.
- José Vicente Rangel, también diputado al Congreso, se postuló apoyado por el MAS, partido fundado por ex-guerrilleros de izquierda luego del abandono de la lucha armada en 1971.
- Jóvito Villalba, postulado por el partido fundado por él, Unión Republicana Democrática (URD). Tras haber perdido los comicios de 1952, frente a Marcos Pérez Jiménez, se postuló nuevamente en 1963, obteniendo un apoyo significativo pero sin éxito. A pesar de su aporte al establecimiento de la democracia, nunca más recuperó la popularidad que tuvo en dichas ocasiones. Las elecciones de 1973 marcaron su declive electoral.
- Miguel Ángel Burelli Rivas, político de carrera, repite como candidato tras haber obtenido una significativa votación en las elecciones anteriores. Respaldado por la agrupación OPINA, su candidatura no logró levantar.

## Historia

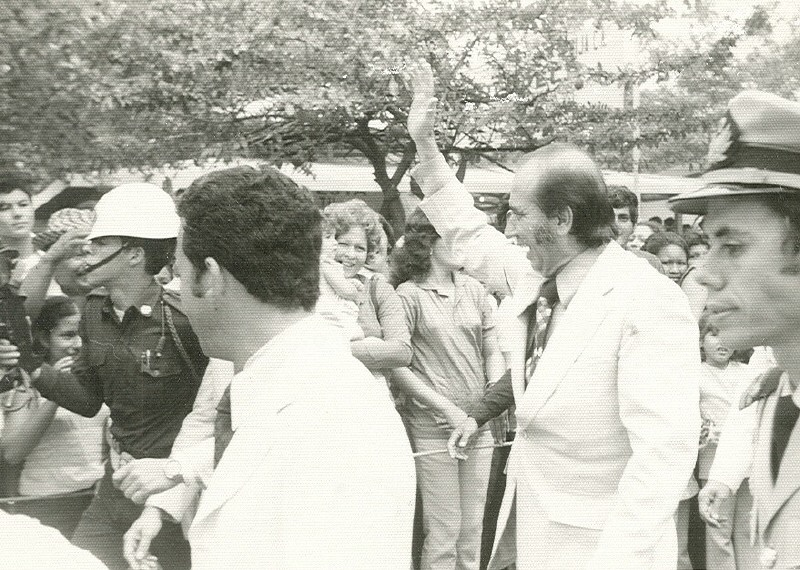
Carlos Andrés Pérez en su campaña electoral.

A diferencia de las anteriores elecciones venezolanas, en esta ocasión el electorado se polarizó fuertemente, dando comienzo al característico bipartidismo de esta etapa de la democracia venezolana: para esta oportunidad sólo tenían opción real de ganar la presidencia dos candidatos, el adeco Carlos Andrés Pérez y el copeyano Lorenzo Fernández, ambos con larga trayectoria en sus respectivos partidos. Con ello, AD y COPEI se terminaban de consolidar como las más importantes fuerzas políticas a nivel nacional. 
Tras el abandono de la lucha armada y el proceso de pacificación llevado a cabo durante la presidencia de Caldera, la izquierda presenta para estas elecciones a un nuevo grupo de tendencia moderada, el MAS, partido que asumiría el papel de oposición al bipartidismo AD-COPEI hasta el año 1993. El resto de la izquierda se agrupó en la Nueva Fuerza compuesta por MEP, el PCV y el centrista URD. Sin embargo, luego de algunas divergencias con el bloque unitario de izquierda, este último partido decidió retirarse y postular a su sempiterno líder, Jóvito Villalba.
La campaña electoral fue efectivamente más agresiva que la de 1968 y se echó mano de recursos ausentes hasta ese momento en la política venezolana: jingles publicitarios (como el recordado Ese hombre sí camina, compuesto por el músico José Enrique Sarabia para la campaña de AD) y consultoría política estadounidense, elaborando excesivamente la imagen del candidato y posicionándola por encima del mensaje político.

### Convención de COPEI de 1972
La II Convención Nacional Extraordinaria del partido Copei se instaló el 17 de marzo de 1972 en el Teatro Radio City de Caracas con la finalidad de escoger al candidato presidencial del partido. Los precandidatos fueron cuatro: Luis Herrera Campíns, senador por el Estado Lara, Lorenzo Fernández, ministro de Interior, Arístides Beaujon y Edecio La Riva. Según los estatutos, el candidato presidencial debía ser electo con la mitad más uno de los votos de los delegados a la convención. Si alguno lograba la mayoría en la primera votación, se erigía en el candidato del partido. En caso de no obtener los votos suficientes, se pasaba a una segunda vuelta.
Fernández venció en la primera vuelta, sin embargo Herrera estaba favorecido para ganar en la segunda vuelta, durante la convención se dio un hecho controversial conocido como «el hombre del maletín», refiriéndose al diputado por Barinas, Rafael Clarencio González, quien tenía un maletín con dinero que repartía a los delegados del interior para que votaran en el balotaje por Fernández y no por Herrera, siendo uno de los primeros casos de corrupción política conocidos en la democracia venezolana.
|  | 45,29 % |

|  | 53,31 % |

|  | 31,06 % |

|  | 46,68 % |

|  | 20,18 % |

|  | 3,45 % |

|  | 100 % |

|  | 100 % |

### Convención de AD de 1972
La Convención Nacional de Acción Democrática se realizó el 19 de agosto de 1972 en el Teatro California, dónde resulta ganador Carlos Andrés Pérez derrotando a Reinaldo Leandro Mora por 290 votos contra los 111 votos obtenidos por este último. Así mismo, Pérez contaba con el apoyo de su fundador Rómulo Betancourt durante su candidatura al partido, lanzando la consigna «Democracia con energía».
|  | 72,32 % |

|  | 27,68 % |

### Caso Pérez Jiménez
Para este proceso electoral la organización con fines políticos Cruzada Cívica Nacionalista de tendencia perezjimenista decide proceder a organizar e impulsar la candidatura presidencial de Marcos Pérez Jiménez (exiliado para el momento en España) para el período constitucional 1974-1979. Esta decisión por parte de la CCN y de Pérez Jiménez nació producto de los favorables resultados electorales obtenidos en la elección para el Senado venezolano en 1968, donde el expresidente obtuvo más de 400 mil votos, siendo electo como senador por el Distrito Federal y posicionándose la CCN como una de las principales fuerzas políticas del país para entonces.
Finalmente de Candidatura Presidencial de Pérez Jiménez no se llegó a materializar ya que éste es inhabilitado por una enmienda a la Constitución Nacional promulgada por el presidente Rafael Caldera que evitaba que quiénes hubiesen incurrido en delitos durante el ejercicio en un cargo público pudieran aspirara a cargos políticos.

## Resultados
Según el CSE, la abstención fue del 3,48% del electorado; y los resultados fueron:
| Candidatos                         | Partido                                | Votos     | %     |
| ---------------------------------- | -------------------------------------- | --------- | ----- |
| Carlos Andrés Pérez                | Acción Democrática                     | 2.128.161 | 48,64 |
| Carlos Andrés Pérez                | Partido Revolucionario Nacionalista    | 2.168     | 0,05  |
| Carlos Andrés Pérez                | Varias tarjetas válidas                | 414       | 0,01  |
| Carlos Andrés Pérez                | Total                                  | 2.130.743 | 48,70 |
| Lorenzo Fernández                  | COPEI                                  | 1.544.223 | 35,29 |
| Lorenzo Fernández                  | Frente Democrático Popular             | 35.165    | 0,80  |
| Lorenzo Fernández                  | Independientes Progresistas            | 20.350    | 0,47  |
| Lorenzo Fernández                  | Movimiento Popular Justicialista       | 3.394     | 0,08  |
| Lorenzo Fernández                  | Varias tarjetas válidas                | 2.496     | 0,06  |
| Lorenzo Fernández                  | Total                                  | 1.605.628 | 36,70 |
| Jesús Paz Galarraga                | Movimiento Electoral del Pueblo        | 191.004   | 4,37  |
| Jesús Paz Galarraga                | Partido Comunista de Venezuela         | 30.235    | 0,69  |
| Jesús Paz Galarraga                | Varias tarjetas válidas                | 588       | 0,01  |
| Jesús Paz Galarraga                | Total                                  | 221.827   | 5,07  |
| José Vicente Rangel                | Movimiento al Socialismo               | 161.780   | 3,70  |
| José Vicente Rangel                | Movimiento de Izquierda Revolucionaria | 23.943    | 0,55  |
| José Vicente Rangel                | Varias tarjetas válidas                | 532       | 0,01  |
| José Vicente Rangel                | Total                                  | 186.255   | 4,26  |
| Jóvito Villalba                    | Unión Republicana Democrática          | 134.478   | 3,07  |
| Miguel Ángel Burelli Rivas         | Opinión Nacional                       | 33.977    | 0,78  |
| Pedro Tinoco                       | Partido Nacional Integracionista       | 24.833    | 0,57  |
| Pedro Tinoco                       | Movimiento Desarrollista               | 4.001     | 0,09  |
| Pedro Tinoco                       | Varias tarjetas válidas                | 565       | 0,01  |
| Pedro Tinoco                       | Total                                  | 29.399    | 0,67  |
| Martín García Villasmil            | Partido Socialista Democrático         | 11.965    | 0,27  |
| Germán Borregales                  | Movimiento de Acción Nacional          | 9.331     | 0,21  |
| Pedro Segnini La Cruz              | Frente Nacional Democrático            | 6.176     | 0,14  |
| Raimundo Verde Rojas               | Movimiento Democrático Independiente   | 3.754     | 0,09  |
| Alberto Solano                     | Fuerza Emancipadora                    | 1.736     | 0,04  |
| Votos válidamente emitidos         | Votos válidamente emitidos             | 4.375.269 | 95,69 |
| Votos nulos                        | Votos nulos                            | 196.918   | 4,31  |
| Total de votos                     | Total de votos                         | 4.572.187 | 100   |
| Votantes registrados/participación | Votantes registrados/participación     | 4.737.122 | 96,52 |
| Fuente: CNE.                       |                                        |           |       |

## Elecciones parlamentarias
Dichas elecciones parlamentarias se llevaron a cabo el 9 de diciembre de 1973, para renovar por completo los escaños el Congreso Nacional. Los resultados dieron la mayoría de ambas cámaras al partido Acción Democrática. En estas elecciones se acentuó el bipartidismo entre AD y COPEI que caracterizaría el sistema político venezolano hasta la década de los 90. De igual manera, Unión Republicana Democrática sufrió un estrepitoso colapso en apoyos

## Resultados
| Partidos                               | Votos     | %    | Diputados | Diputados | Senadores | Senadores |
| Partidos                               | Votos     | %    | Escaños   | +/-       | Escaños   | +/-       |
| -------------------------------------- | --------- | ---- | --------- | --------- | --------- | --------- |
| Acción Democrática                     | 1 955 439 | 44.4 | 102       | +36       | 28        | +9        |
| Copei                                  | 1 330 514 | 30.2 | 64        | +5        | 13        | -3        |
| Movimiento al Socialismo               | 232 756   | 5.3  | 9         | Nuevo     | 2         | Nuevo     |
| Movimiento Electoral del Pueblo        | 218 192   | 5.0  | 8         | -17       | 2         | -3        |
| Cruzada Cívica Nacionalista            | 140 462   | 4.3  | 7         | -14       | 1         | -2        |
| Unión Republicana Democrática          | 54 759    | 3.2  | 5         | -13       | 1         | -2        |
| Fuerza Democrática Popular             | 52 754    | 1.2  | 0         | -10       | 0         | -2        |
| Partido Comunista de Venezuela         | 44 012    | 1.2  | 2         | Nuevo     | 0         | Nuevo     |
| Movimiento de Izquierda Revolucionaria | 32 751    | 1.0  | 1         | Nuevo     | 0         | Nuevo     |
| Opinión Nacional                       | 29 920    | 0.7  | 1         | Nuevo     | 0         | Nuevo     |
| Partido Nacional Integracionista       | 30 618    | 0.7  | 1         | Nuevo     | 0         | Nuevo     |
| Independientes Progresistas            | 27 528    | 0.6  | 0         | Nuevo     | 0         | Nuevo     |
| Otros                                  | 48 155    | 2.1  | 0         | —         | 0         | —         |
| Votos en blanco/anulados               | 172 422   | —    | —         | —         | —         | –         |
| Total                                  | 4 737 152 | 100  | 200       | -14       | 47        | -5        |
| Fuente: Nohlen                         |           |      |           |           |           |           |